# MHW-RTG
수백 와트 방사성동위원소 열전기 발전기(영어: Multihundred-Watt radioisotope thermoelectric generators, MHW RTG)는 미국이 개발한 RTG의 일종으로, 보이저 1호와 보이저 2호에 사용되었다.

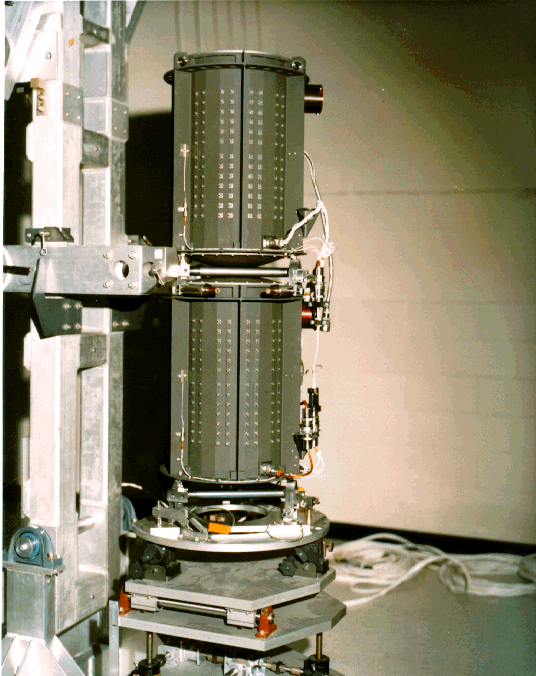
MHW RTG의 모습으로, 이 발전기는 보이저 탐사선 전용으로 개발되었다.

RTG 각각의 무게는 플루토늄-238 4.5 kg을 포함하여 총 37.7 kg이었다. 플루토늄-238 산화구 24개를 사용했으며, 최초 생산 전력은 157 와트였다. 이 전력량은 87.7년마다 절반으로 줄어든다.
RTG 각각은 열 2400 와트를 발생시켰으며, 플루토늄 붕괴로 발생하는 열을 전기로 변환시킬 때는 규소-저마늄(SiGe) 열전 발전기 312개를 사용하였다. 열전 발전기의 접합 온도는 573 K ~ 1273 K였다.
보이저 탐사선 각각에는 RTG 3개가 실려 있었으며, 발사 당시의 출력은 470 와트였다.
MHW-RTG는 링컨 실험위성 8호 및 9호에 사용되었다.

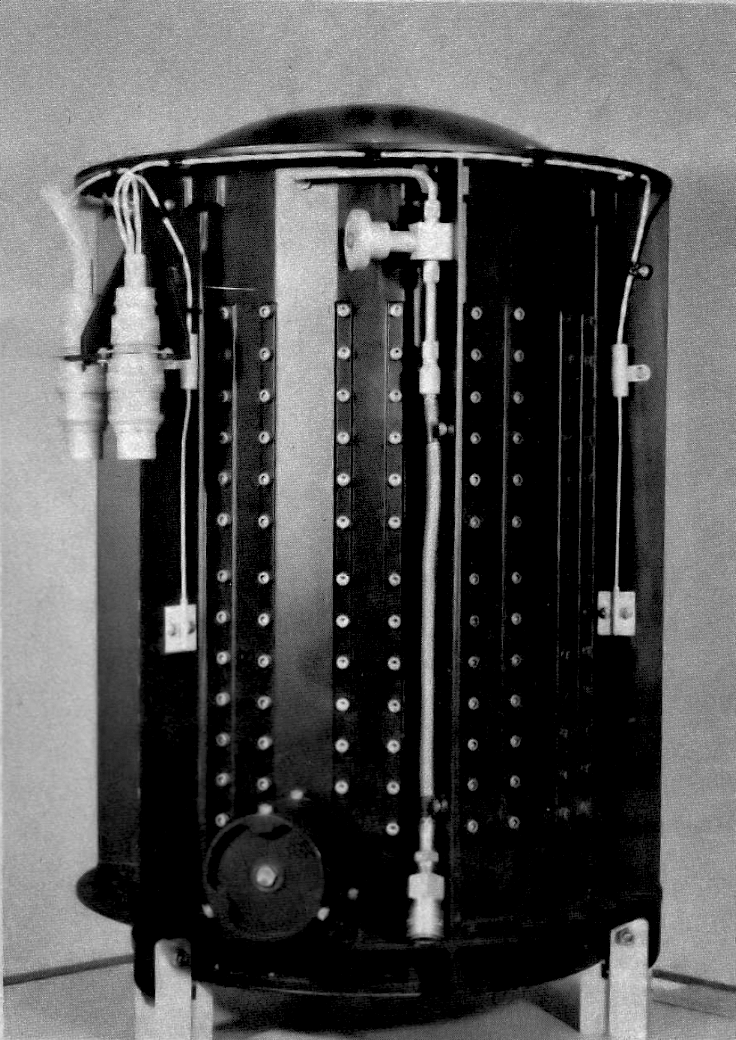
RTG의 모습.
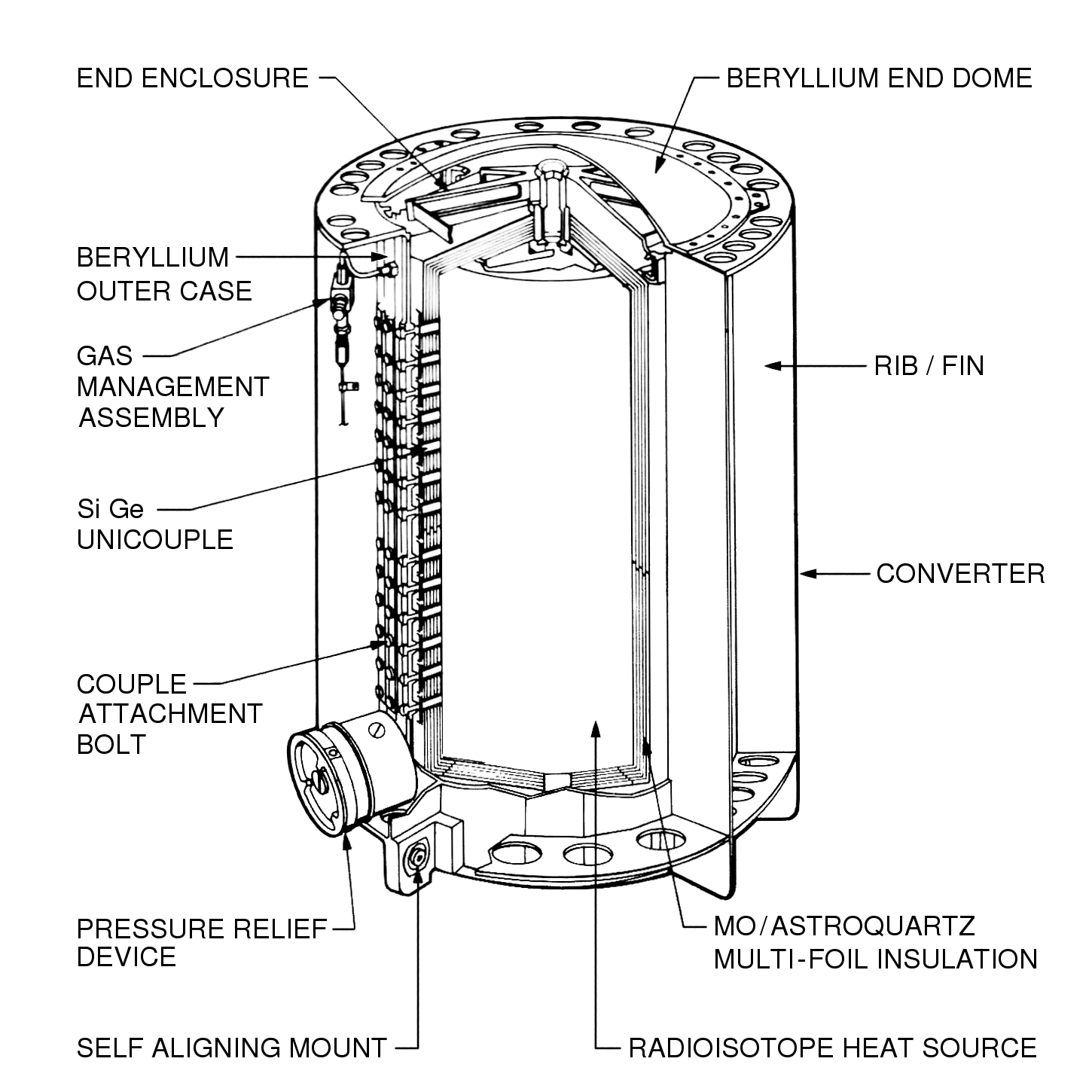
RTG 전체 다이어그램.
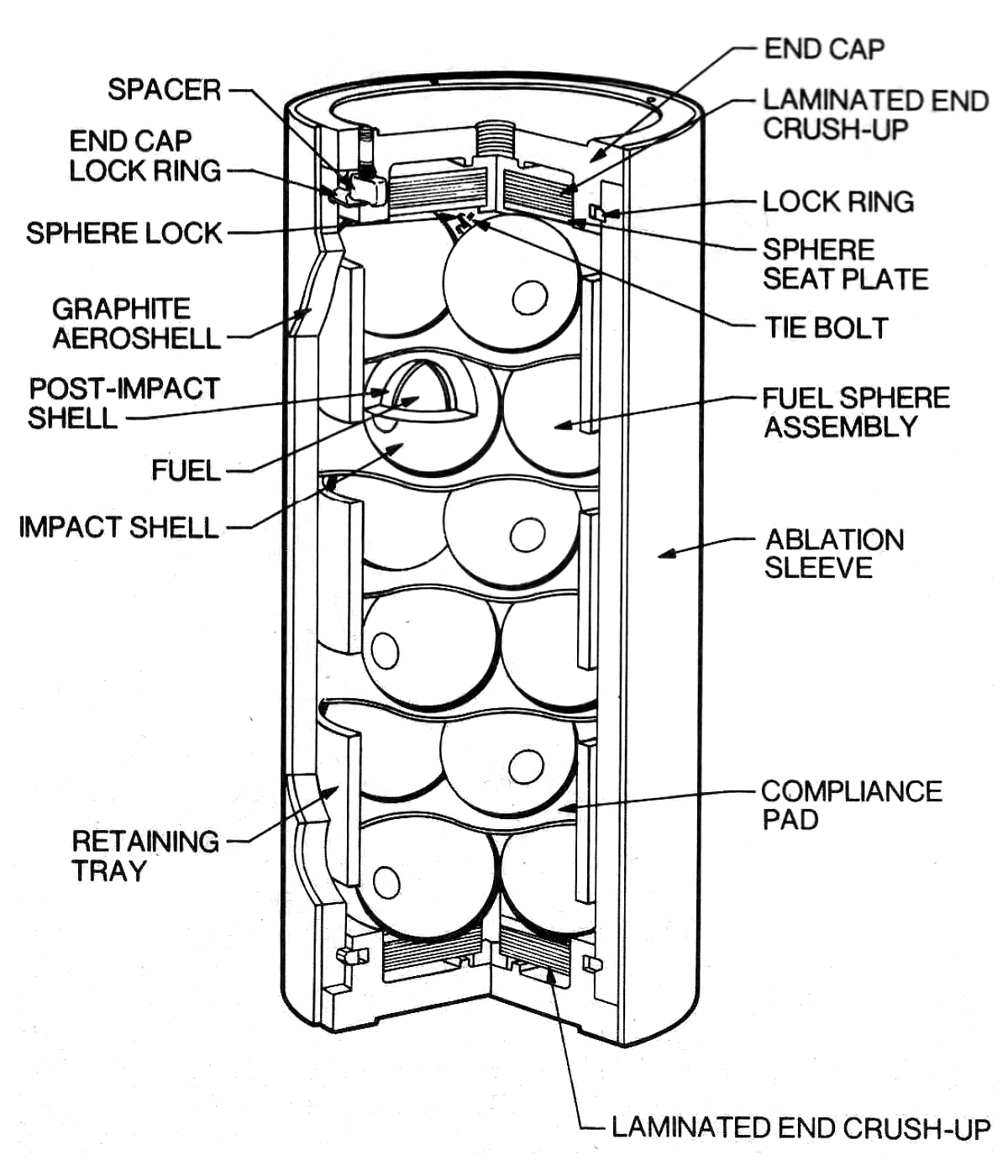
RTG 핵심부의 다이어그램.

## 같이 보기
- 방사성동위원소 열전기 발전기